# Horst Bibergeil
Horst Bibergeil (* 3. Februar 1925 in Greifswald; † 22. Juni 2013 ebenda) war ein deutscher Internist und Diabetologe. Er fungierte als Professor für innere Medizin an der Ernst-Moritz-Arndt-Universität Greifswald und von 1967 bis 1990 als Direktor des Zentralinstituts für Diabetes „Gerhardt Katsch“ in Karlsburg bei Greifswald.

## Leben
Horst Bibergeil wurde 1925 in Greifswald geboren. Seine Mutter war die Krankenschwester Margarete Gertrud Klimitz (1891–19??), die 1920 den Vater, den verwitweten Dr. Eugen Bibergeil (Berlin *23. Juli 1879–24. Januar 1964* Saalow bei Zossen) geheiratet hatte. Jüdisch geboren ließen den Vater dessen Eltern schon als Kind taufen. Die Familie, die Eltern, Horst und die Schwester Ruth (* 1929) lebte im Eigenheim in der Lotsenstraße 80 in Swinemünde, wo der Vater seine Praxis hatte, und gehörte zur dortigen Gemeinde der altlutherischen Evangelisch-lutherischen Kirche in Preußen. In der NS-Zeit wurde Eugen Bibergeil die Tätigkeit als Arzt verboten und beim Novemberpogrom 1938 kam er in Haft. Als in so genannter privilegierter Mischehe lebend (unter Gertrud Bibergeils nächsten Vorfahren waren keine Juden) kam er bald aus dem KZ frei, v. a. Gemeindepastor Gerhard Stief (1902–1944) hatte sich intensiv dafür eingesetzt. Horst Bibergeil besuchte die Grundschule sowie das Realgymnasium in Swinemünde, wo er 1943 das Abitur erlangte. Dann musste er als so genannter jüdischer Mischling mit zwei volljüdischen Großeltern Zwangsarbeit leisten.
Nach der sowjetischen Einnahme Swinemünde blieben Bibergeils in ihrem Eigenheim und Eugen Bibergeil praktizierte wieder. Nach der sowjetischen Übergabe Swinemündes an Polen im Oktober 1945 durften Bibergeils, anders als andere Swinemünder, die vertrieben wurden, zunächst in ihrem Haus bleiben, weil der Vater Arzt war. Zunehmende Repressalien polnischerseits ließen Bibergeils aber dann nach Ahlbeck wechseln, wo der Vater bei der evangelischen Kirche im Walde eine chirurgische Klinik eröffnete. Später arbeitete der Vater mit Gerhardt Katsch zusammen. Ab 1946 studierte Horst Bibergeil Medizin an der Universität Greifswald. 1951 legte er sein Staatsexamen ab und promovierte im gleichen Jahr. Anschließend arbeitete er drei Jahre lang am Kreiskrankenhaus Demmin und in Malchin und begann seine Ausbildung zum Facharzt für Innere Medizin. 1955 wechselte er an das in Karlsburg bei Greifswald bestehende Institut für Diabetes-Forschung und Behandlung. Drei Jahre später ging er zur Fortsetzung seiner Facharztausbildung an die Medizinische Klinik der Universität Rostock, wo er in den folgenden Jahren die Abteilung für Endokrinologie und Stoffwechselkrankheiten aufbaute und sich 1965 habilitierte. Zwei Jahre danach wurde er in Rostock Dozent für innere Medizin. Nach dem Tod von Gerhard Mohnike wechselte er an das Institut für Diabetes „Gerhardt Katsch“ in Karlsburg und übernahm dort die Position des Institutsdirektors sowie kurze Zeit später eine Professur an der Universität Greifswald.
Unter seiner Leitung kam es zu einer Verstärkung der interdisziplinären Zusammenarbeit sowie der Kooperationen des Instituts mit ausländischen Einrichtungen. 1972 wurde das Institut unter der Bezeichnung Zentralinstitut für Diabetes „Gerhardt Katsch“ zur Leiteinrichtung für die Behandlung von Diabetikern und die Forschung zum Diabetes mellitus in der gesamten Deutschen Demokratischen Republik (DDR). Horst Bibergeil veröffentlichte während seiner Karriere fast 300 wissenschaftliche Publikationen. Sein Hauptwerk war das in Zusammenarbeit mit in- und ausländischen Experten verfasste Buch Diabetes mellitus. Ein Nachschlagewerk für die diabetologische Praxis, von dem Lizenzausgaben auch außerhalb der DDR erschienen. Er blieb Direktor des Instituts bis zu seiner Pensionierung im Jahr 1990. Im gleichen Jahr begann im Zuge der mit der Wiedervereinigung Deutschlands verbundenen strukturellen Veränderungen in der Wissenschaftslandschaft die Auflösung des Instituts in seiner bestehenden Form und die Überführung in eine Reihe von Nachfolgeeinrichtungen.
Horst Bibergeil war Präsident beziehungsweise Vorsitzender mehrerer wissenschaftlicher Vereinigungen, unter anderem der Gesellschaft für Klinische Medizin der DDR und der Gesellschaft für Endokrinologie und Stoffwechselkrankheiten der DDR. Er starb 2013 in seiner Heimatstadt.

## Auszeichnungen
Horst Bibergeil wurde von mehreren in- und ausländischen Gesellschaften, darunter den Diabetesgesellschaften Ungarns und Kubas, zum Ehrenmitglied ernannt. Zu den ihm verliehenen wissenschaftlichen und staatlichen Auszeichnungen zählen unter anderem der Maxim-Zetkin-Preis der Deutschen Gesellschaft für Pädiatrie der DDR, die Fritz-Gietzelt-Medaille sowie die Ehrentitel Obermedizinalrat und Verdienter Arzt des Volkes.

## Werke (Auswahl)
- Insulin und Behandlung des Diabetes mellitus. Medizinisch-Wissenschaftliche Abteilung des VEB Berlin-Chemie, Berlin 1972
- Pathobiochemie und Pathophysiologie des Kohlenhydratstoffwechsels unter besonderer Berücksichtigung des Diabetes mellitus. Verlag Volk und Gesundheit, Berlin 1984, ISBN 3-333-00078-4 (als Mitautor)
- Diabetes mellitus. Ein Nachschlagewerk für die diabetologische Praxis. Dritte Auflage. Springer, Wien 1989, ISBN 3-211-82051-5